# Romano Scarpa
Romano Scarpa (ur. 27 września 1927 w Wenecji, zm. 23 kwietnia 2005 w Maladze) – włoski rysownik.
Był jednym z włoskich twórców komiksów Disneya, wcześniej pracował także jako animator filmowy.
W 1945 roku stworzył własną kamerę – jedyną tego rodzaju we Włoszech.
Był gorliwym czytelnikiem pisma „Topolino” (Myszka Miki). Często wysyłał własne rysunki do tej gazety. Na początku lat osiemdziesiątych okazało się, że wydrukowano już wszystkie ogólnie dostępne komiksy Floyda Gottfredsona. Wzrosło wtedy zapotrzebowanie na nowych rysowników. Jednym z nich stał się Romano Scarpa. Jego debiutanckim komiksem była historyjka o Królewnie Śnieżce, do której scenariusz napisał Guido Martina. Ten scenarzysta dał początek pierwszego komiksu Romano z Myszką Miki, który został stworzony rok później.

## Komiksy Romano Scarpy w Polsce
Twórczość Romano Scarpy jest stosunkowo słabo znana w Polsce. Do końca 2010 r. opublikowane zostały 82 komiksy jego autorstwa. W latach 2000–2004 i później w 2008 r. w Kaczorze Donaldzie sporadycznie ukazywały się komiksy Scarpy, które narysował dla Egmontu lub Disney Studio. W 2004 r. ukazał się Kaczogród Scarpy, w którym wydano trzy długie komiksy jego autorstwa. Historyjki Scarpy narysowane dla Mondadori lub Disney Italia ukazywały się sporadycznie w seriach Gigant i Gigant Poleca. Od 2007 r. komiksy Scarpy wydawane są znacznie częściej, zarówno w Gigant Poleca, jak i w nowych seriach – Gigant Mamut i MegaGiga. W 2010 r. Egmont zapowiedział, że komiksy Scarpy będą wydawane w nowej serii Komiksy z Kaczogrodu, jednak została ona anulowana.

## Stworzone postacie
Romano Scarpa stworzył kilku nowych bohaterów:
- Kaczencja
- Filon
- O’Crutnick
- Zocha
- Knuj
- Codino
- Gideon McKwacz
- Protonik Bip-Bip
- Fisio
- Oskar